# Speicherbewusstsein
Speicherbewusstsein (Sanskrit आलयविज्ञान, ālayavijñāna; chinesisch 阿賴耶識, Pinyin ālàiyé shì, W.-G. a-lai-yeh shih; hgl. 아뢰야식, aroeya sik; jap. 阿頼耶識, araya shiki oder honshiki; viet. a lại da thức; tib. kun gzhi rnam shes) ist das achte und fundamentalste Bewusstsein (Vijnana) innerhalb der Vijñānavāda (Bewusstseinslehre). Dabei heißt das Sanskritsubstantiv ālaya auf Deutsch „Seele“ und ist verwandt mit dem Adjektiv alaya, das „nichtzugrundegehend“ heißt. Vijñāna bedeutet „Bewusstsein“.
Es erfüllt im Wesentlichen drei Funktionen:
1. Das Speicherbewusstsein sammelt jegliche Erfahrungen eines Lebewesens und stellt die Grundlage der gegenwärtigen und kommender Existenzen dar. Es erhält Eindrücke aller anderen Formen des Bewusstseins und bewahrt diese als mögliche Energie für weitere Handlungen.
2. Es dient als Basis der übrigen sieben Formen des Bewusstseins und wird auch als Basis-Bewusstsein (mūla-vijñāna) oder ursächliches Bewusstsein bezeichnet.
3. Seiner Funktion als Speicher aller jemals gemachten Erfahrungen entsprechend (metaphorisch als bija oder auch „Samen“ bezeichnet) wird es auch Samen-Bewusstsein (jap. 種子識, shūji shiki) genannt.